# Ich bin ein Star – Die große Dschungelshow
Der Ableger Ich bin ein Star – Die große Dschungelshow der deutschen Reality-Show Ich bin ein Star – Holt mich hier raus! wurde vom 15. bis zum 29. Januar 2021 auf dem Privatsender RTL ausgestrahlt. Der Gewinner der Sendung, Filip Pavlović, nahm 2022 an der 15. Staffel der Originalshow teil und wurde von den Zuschauern zum Dschungelkönig gewählt.

## Hintergrund
Aufgrund der COVID-19-Pandemie sollte die ursprünglich für 2021 geplante 15. Staffel zum ersten Mal in der Geschichte der Show nicht in Australien, sondern in Wales, in der Burg Gwrych Castle, stattfinden. Am 22. Oktober 2020 wurde bekannt, dass die Produktion in Wales abgesagt wurde und RTL an einem neuen Konzept arbeitete. Am 1. Dezember 2020 wurde bekannt, dass ab dem 15. Januar 2021 ein Ableger unter dem Namen Ich bin ein Star – Die große Dschungelshow stattfindet. In 15 Live-Folgen wurde unter den Teilnehmern der erste feste Platz für die kommende 15. Staffel 2022 ermittelt. Zudem wurde mit ehemaligen Campern auf die vergangenen 14 Staffeln zurückgeblickt. Produziert wurde in den EMG-Studios in Hürth-Efferen.
Moderatoren waren Sonja Zietlow und Daniel Hartwich. Auch der Paramedic Bob McCarron alias „Dr. Bob“ war wieder anwesend. Thorsten Legat fungierte erneut als Sidekick.
Anstatt der Sendung Ich bin ein Star – Die Stunde danach – welche jeweils zu regulären Dschungelcamp-Staffeln lief – wurde nach der täglichen Sendung das Ich bin ein Star – Dschungelquiz bei RTL.de ausgestrahlt. Mit Gästen aus ehemaligen Staffeln wurden Fragen rund um das Dschungelcamp gestellt, welche die Gäste und Zuschauer versuchten zu lösen. Moderiert wurde die Sendung in der ersten Woche von Sebastian Klimpke und in der zweiten Woche von Maurice Gajda. Als Dauergast und Sidekick fungierte Julian F. M. Stoeckel.

## Teilnehmer
Am 8. Januar 2021 wurden die zwölf Teilnehmer bekanntgegeben, welche – mit Ausnahme von Bea Fiedler – bereits Protagonisten in diversen Reality-Shows waren. Am 11. Januar ersetzte RTL die Drag Queen Nina Queer, die sich aufgrund rassistisch interpretierter Äußerungen über homophobe Angriffe in der Vergangenheit selbstironisch als „Hitler-Transe“ bezeichnet hatte, durch Sam Dylan.
| Platz | Teilnehmer                   | Bekannt als | Einzug Tiny House am | Auszug Tiny House am |
| --- | ---------------------------- | --- | -------------------- | -------------------- |
| 1 | Filip Pavlović               | Reality-TV-Teilnehmer (Die Bachelorette, Bachelor in Paradise, Gewinner von Like Me – I’m Famous)                                                                                  | 23. Januar           | 26. Januar           |
| 2 | Djamila Rowe                 | Reality-TV-Teilnehmerin (Die Alm, Big Brother, Adam sucht Eva – Promis im Paradies)                                                                                                | 23. Januar           | 26. Januar           |
| 3 | Mike Heiter                  | Reality-TV-Teilnehmer (Love Island, Get the F*ck out of my House, Das Sommerhaus der Stars – Kampf der Promipaare), Moderator von Just Tattoo of Us                                | 14. Januar           | 17. Januar           |
| 4 | Lars Tönsfeuerborn           | Podcaster, Reality-TV-Gewinner (Prince Charming) | 17. Januar           | 20. Januar           |
| 5 | Christina Dimitriou          | Reality-TV-Teilnehmerin (Temptation Island – Versuchung im Paradies, Ex on the Beach, CoupleChallenge – Das stärkste Team gewinnt)                                                 | 20. Januar           | 23. Januar           |
| 5 | Sam Dylan                    | Reality-TV-Teilnehmer (Prince Charming, Kampf der Realitystars – Schiffbruch am Traumstrand)                                                                                       | 20. Januar           | 23. Januar           |
| 5 | Lydia Kelovitz               | Kandidatin bei Deutschland sucht den Superstar | 17. Januar           | 20. Januar           |
| 5 | Zoe Saip                     | Kandidatin bei Germany's Next Topmodel, Reality-TV-Teilnehmerin (Kampf der Realitystars – Schiffbruch am Traumstrand)                                                              | 14. Januar           | 17. Januar           |
| 9 | Xenia Prinzessin von Sachsen | Sängerin, Schauspielerin, Reality-TV-Teilnehmerin (Das Sommerhaus der Stars – Kampf der Promipaare, CoupleChallenge – Das stärkste Team gewinnt), Kandidatin bei Deutschland tanzt | 23. Januar           | 26. Januar           |
| 9 | Oliver Sanne                 | Mister Germany 2014, Protagonist bei Der Bachelor, Reality-TV-Teilnehmer (Bachelor in Paradise, Kampf der Realitystars – Schiffbruch am Traumstrand)                               | 20. Januar           | 23. Januar           |
| 9 | Bea Fiedler                  | Schauspielerin (Eis am Stiel), Fotomodel, Playmate | 17. Januar           | 20. Januar           |
| 9 | Frank Fussbroich             | Doku-Soap-Darsteller (Die Fussbroichs), Reality-TV-Teilnehmer (Das Sommerhaus der Stars – Kampf der Promipaare, Big Brother)                                                       | 14. Januar           | 17. Januar           |
| Legende: Gewinner Teilnehmer schied im Finale aus Teilnehmer schied im Halbfinale aus Teilnehmer schied nach der Vorrunde aus |                              | |                      |                      |

## Ablauf
Nacheinander verbrachten jeweils drei Teilnehmer drei Tage in einem sogenannten Tiny House.
Es galt, jeden Tag eine Dschungelprüfungs-Tauglichkeitsprüfung zu bestehen und Sterne zu gewinnen. Die Zuschauer stimmten per Televoting oder online für ihren Favoriten ab. Die beiden Erstplatzierten einer Vorrunde erreichten ein Halbfinale. Von den acht Teilnehmern der beiden Halbfinalshows erreichten vier das Finale, in dessen Verlauf zunächst zwei Teilnehmer ausschieden, bevor mit der letzten Abstimmung der Gewinner feststand. Er erhielt 50.000 Euro und wird Teilnehmer der 15. Staffel 2022.

### Gruppenphase
| Tag   | Einzug     | Auszug     | Teilnehmer          | Teilnehmer         | Teilnehmer                   |
| ----- | ---------- | ---------- | ------------------- | ------------------ | ---------------------------- |
| 1–3   | 14. Januar | 17. Januar | Frank Fussbroich    | Mike Heiter        | Zoe Saip                     |
| 4–6   | 17. Januar | 20. Januar | Bea Fiedler         | Lars Tönsfeuerborn | Lydia Kelovitz               |
| 7–9   | 20. Januar | 23. Januar | Christina Dimitriou | Oliver Sanne       | Sam Dylan                    |
| 10–12 | 23. Januar | 26. Januar | Djamila Rowe        | Filip Pavlović     | Xenia Prinzessin von Sachsen |

### Finalphase
| Tag | Finale       | Datum      | Teilnehmer          | Teilnehmer     | Teilnehmer         | Teilnehmer  |
| --- | ------------ | ---------- | ------------------- | -------------- | ------------------ | ----------- |
| 13  | Halbfinale 1 | 27. Januar | Lars Tönsfeuerborn  | Lydia Kelovitz | Mike Heiter        | Zoe Saip    |
| 14  | Halbfinale 2 | 28. Januar | Christina Dimitriou | Djamila Rowe   | Filip Pavlović     | Sam Dylan   |
| 15  | Finale       | 29. Januar | Djamila Rowe        | Filip Pavlović | Lars Tönsfeuerborn | Mike Heiter |

### Abstimmungsergebnisse
Nach dem ersten und zweiten Tag wurde der Zwischenstand, nach dem dritten Tag der Endstand der Abstimmung in den Gruppen mitgeteilt. In die Entscheidungsabstimmung im Finale flossen die Stimmen der finalen Vorentscheidung mit ein.
| Abstimmungen „Wer soll das Goldene Ticket gewinnen?“                           | Abstimmungen „Wer soll das Goldene Ticket gewinnen?“                     | Abstimmungen „Wer soll das Goldene Ticket gewinnen?“            |
| 15. Januar 2021                                                                | 16. Januar 2021                                                          | 17. Januar 2021                                                 |
| ------------------------------------------------------------------------------ | ------------------------------------------------------------------------ | --------------------------------------------------------------- |
| 1. Heiter 38,70 % 2. Fussbroich 34,87 % 3. Saip 26,43 %                        | 1. Heiter 36,25 % 2. Fussbroich 34,87 % 3. Saip 28,88 %                  | 1. Heiter 35,61 % 2. Saip 33,96 % 3. Fussbroich 30,43 %         |
| 18. Januar 2021                                                                | 19. Januar 2021                                                          | 20. Januar 2021                                                 |
| 1. Tönsfeuerborn 43,39 % 2. Kelovitz 29,09 % 3. Fiedler 27,55 %                | 1. Tönsfeuerborn 48,10 % 2. Fiedler 27,22 % 3. Kelovitz 24,68 %          | 1. Tönsfeuerborn 42,52 % 2. Kelovitz 29,65 % 3. Fiedler 27,83 % |
| 21. Januar 2021                                                                | 22. Januar 2021                                                          | 23. Januar 2021                                                 |
| 1. Sanne 41,35 % 2. Dylan 29,97 % 3. Dimitriou 28,68 %                         | 1. Dylan 36,94 % 2. Sanne 32,76 % 3. Dimitriou 30,30 %                   | 1. Dylan 43,12 % 2. Dimitriou 31,36 % 3. Sanne 25,52 %          |
| 24. Januar 2021                                                                | 25. Januar 2021                                                          | 26. Januar 2021                                                 |
| 1. Pavlović 39,97 % 2. von Sachsen 39,30 % 3. Rowe 20,73 %                     | 1. Rowe 35,01 % 2. Pavlović 34,89 % 3. von Sachsen 30,10 %               | 1. Rowe 36,25 % 2. Pavlović 35,18 % 3. von Sachsen 28,57 %      |
| 27. Januar 2021                                                                | 28. Januar 2021                                                          |                                                                 |
| 1. Heiter 30,92 % 2. Tönsfeuerborn 30,06 % 3. Kelovitz 23,86 % 4. Saip 15,16 % | 1. Pavlović 38,43 % 2. Rowe 33,13 % 3. Dylan 20,05 % 4. Dimitriou 8,39 % |                                                                 |
| 29. Januar 2021                                                                |                                                                          |                                                                 |
| 1. Rowe 31,87 % 2. Pavlović 26,55 % 3. Heiter 21,60 % 4. Tönsfeuerborn 19,98 % | 1. Pavlović 50,14 % 2. Rowe 49,86 %                                      |                                                                 |

Legende
| Abstimmungsergebnisse der drei Erstplatzierten | Abstimmungsergebnisse der drei Erstplatzierten | Abstimmungsergebnisse der drei Erstplatzierten | Abstimmungsergebnisse der drei Erstplatzierten | Abstimmungsergebnisse der drei Erstplatzierten | Abstimmungsergebnisse der drei Erstplatzierten | Abstimmungsergebnisse der drei Erstplatzierten |
|                                                | 17. Januar Gruppe 1                            | 26. Januar Gruppe 4                            | 27. Januar Halbfinale 1                        | 28. Januar Halbfinale 2                        | 29. Januar Vorfinale                           | 29. Januar Finale                              |
| ---------------------------------------------- | ---------------------------------------------- | ---------------------------------------------- | ---------------------------------------------- | ---------------------------------------------- | ---------------------------------------------- | ---------------------------------------------- |
| Platz 1                                        | Heiter 35,61 %                                 | Rowe 36,25 %                                   | Heiter 30,92 %                                 | Pavlović 38,43 %                               | Rowe 31,87 %                                   | Pavlović 50,14 %                               |
| Platz 2                                        |                                                | Pavlović 35,18 %                               |                                                | Rowe 33,13 %                                   | Pavlović 26,55 %                               | Rowe 49,86 %                                   |
| Platz 3                                        |                                                |                                                |                                                |                                                | Heiter 21,60 %                                 |                                                |

## Dschungelprüfungs-Tauglichkeitsprüfungen
In den Prüfungen mussten die Teilnehmer Sterne erspielen, diese wurden in Luxusgüter umgewandelt.
| Dschungelprüfungen der Spezialstaffel                                          | Dschungelprüfungen der Spezialstaffel                      | Dschungelprüfungen der Spezialstaffel           | Dschungelprüfungen der Spezialstaffel |
| Datum                                                                          | Kandidat(en)                                               | Prüfung                                         | Erspielte Rationen (Sterne) |
| ------------------------------------------------------------------------------ | ---------------------------------------------------------- | ----------------------------------------------- | --- |
| 15. Jan. 2021                                                                  | Mike Heiter Zoe Saip Frank Fussbroich                      | „Tierischer Einlauf“ 1                          | · (Heiter , Saip , Fussbroich ) |
| 16. Jan. 2021                                                                  | Zoe Saip Frank Fussbroich Mike Heiter                      | „Decodieren“                                    | Sternsymbol · Sternsymbol · Sternsymbol · Sternsymbol · Sternsymbol · Sternsymbol · Sternsymbol · Sternsymbol · Sternsymbol               |
| 17. Jan. 2021                                                                  | Mike Heiter Zoe Saip Frank Fussbroich                      | „Tierisch abgedreht“ 2                          | · (Heiter , Saip , Fussbroich ) |
| 18. Jan. 2021                                                                  | Lydia Kelovitz Bea Fiedler Lars Tönsfeuerborn              | „Durchkreische“                                 | Sternsymbol · Sternsymbol · Sternsymbol                                                                                                   |
| 19. Jan. 2021                                                                  | Lydia Kelovitz Bea Fiedler Lars Tönsfeuerborn              | „Der große Preis von Hürth-Efferen“ 3           | Sternsymbol · Sternsymbol · Sternsymbol · Sternsymbol · Sternsymbol · Sternsymbol                                                         |
| 20. Jan. 2021                                                                  | Lydia Kelovitz Bea Fiedler Lars Tönsfeuerborn              | „ABC-Schock“                                    | · (Kelovitz , Tönsfeuerborn , Fiedler )                                                                                                   |
| 21. Jan. 2021                                                                  | Christina Dimitriou Sam Dylan Oliver Sanne                 | „Um Kopf und Kragen“                            | · (Dimitriou , Dylan , Sanne ) |
| 22. Jan. 2021                                                                  | Oliver Sanne Christina Dimitriou Sam Dylan                 | „Das Unglücksrad“ 4                             | Sternsymbol · Sternsymbol · Sternsymbol · Sternsymbol · Sternsymbol · Sternsymbol · Sternsymbol · Sternsymbol · Sternsymbol · Sternsymbol |
| 23. Jan. 2021                                                                  | Christina Dimitriou Sam Dylan Oliver Sanne                 | „Stern von Wurmillumbah“                        | 5 · () |
| 24. Jan. 2021                                                                  | Xenia Prinzessin von Sachsen Djamila Rowe Filip Pavlović   | „Der letzte Schrei“                             | · (von Sachsen , Rowe , Pavlović ) |
| 25. Jan. 2021                                                                  | Filip Pavlović Djamila Rowe Xenia Prinzessin von Sachsen   | „Grauen Under“ 6                                | Sternsymbol · Sternsymbol · Sternsymbol · Sternsymbol · Sternsymbol · Sternsymbol · Sternsymbol · Sternsymbol · Sternsymbol · Sternsymbol |
| 26. Jan. 2021                                                                  | Filip Pavlović Xenia Prinzessin von Sachsen Djamila Rowe   | „Qualen mit Zahlen“                             | Sternsymbol · Sternsymbol · Sternsymbol · Sternsymbol · Sternsymbol · Sternsymbol                                                         |
| 27. Jan. 2021                                                                  | Zoe Saip Lars Tönsfeuerborn Lydia Kelovitz Mike Heiter     | „Durchgedreht“                                  | · (Saip , Tönsfeuerborn , Kelovitz , Heiter )                                                                                             |
| 28. Jan. 2021                                                                  | Sam Dylan Djamila Rowe Christina Dimitriou Filip Pavlović  | „Läuft bei dir“                                 | · (Dylan , Rowe , Dimitriou (Prüfung nicht angetreten), Pavlović )                                                                        |
| 29. Jan. 2021                                                                  | Filip Pavlović Djamila Rowe Lars Tönsfeuerborn Mike Heiter | „My Air Is Away“                                | · (Pavlović , Rowe , Tönsfeuerborn , Heiter )                                                                                             |
| 29. Jan. 2021                                                                  | Filip Pavlović Djamila Rowe                                | „Zwei-Gänge-Dschungelmenü“ (Live-Essensprüfung) | · (Pavlović , Rowe ) |
| Von 141 möglichen Sternen konnten 69 gewonnen werden, dies entspricht 48,94 %. |                                                            |                                                 | |

## Rückblick
In jeder Folge waren Teilnehmer der regulären Staffeln zu Besuch und blickten im Gespräch mit den Moderatoren auf ihre eigene Staffel.
| Folge | Staffel   | Gäste                | Gäste               | Gäste                 | Gäste                 |
| ----- | --------- | -------------------- | ------------------- | --------------------- | --------------------- |
| 1     | 08 (2014) | Melanie Müller DK    | Melanie Müller DK   | Julian F. M. Stoeckel | Julian F. M. Stoeckel |
| 2     | 02 (2004) | Désirée Nick DK      | Willi Herren        | Willi Herren          | Dolly Buster          |
| 3     | 14 (2020) | Prince Damien DK     | Daniela Büchner     | Daniela Büchner       | Günther Krause 1      |
| 4     | 07 (2013) | Olivia Jones         | Georgina Fleur      | Georgina Fleur        | Iris Klein            |
| 5     | 04 (2009) | Nico Schwanz         | Nico Schwanz        | Peter Bond            | Peter Bond            |
| 6     | 06 (2012) | Micaela Schäfer 2    | Micaela Schäfer 2   | Micaela Schäfer 2     | Micaela Schäfer 2     |
| 7     | 13 (2019) | Evelyn Burdecki DK   | Peter Orloff        | Peter Orloff          | Gisele Oppermann      |
| 8     | 09 (2015) | Maren Gilzer DK      | Tanja Tischewitsch  | Tanja Tischewitsch    | Olivia Jones 3        |
| 9     | 05 (2011) | Peer Kusmagk DK      | Peer Kusmagk DK     | Sarah Knappik         | Sarah Knappik         |
| 10    | 03 (2008) | Ross Antony DK       | Isabel Edvardsson   | Isabel Edvardsson     | Barbara Engel         |
| 11    | 10 (2016) | Menderes Bağcı DK    | Thorsten Legat      | Thorsten Legat        | David Ortega          |
| 12    | 12 (2018) | Jenny Frankhauser DK | Matthias Mangiapane | Matthias Mangiapane   | Natascha Ochsenknecht |
| 13    | 01 (2004) | Carlo Thränhardt     | Carlo Thränhardt    | Lucas Cordalis 4      | Lucas Cordalis 4      |
| 14    | 11 (2017) | Marc Terenzi DK      | Marc Terenzi DK     | Kader Loth            | Kader Loth            |
| 15    | 15 (2022) | Harald Glööckler 5   | Harald Glööckler 5  | Harald Glööckler 5    | Harald Glööckler 5    |

## Einschaltquoten
| Quoten der Spezialstaffel | Quoten der Spezialstaffel | Quoten der Spezialstaffel | Quoten der Spezialstaffel | Quoten der Spezialstaffel | Quoten der Spezialstaffel | Quoten der Spezialstaffel        | Quoten der Spezialstaffel      | Quoten der Spezialstaffel |
| Folge                     | Dauer                     | Dauer                     | Erstausstrahlung (2021)   | Zuschauerzahl ab 3 Jahren | Marktanteil ab 3 Jahren   | Zuschauerzahl 14- bis 49-Jährige | Marktanteil 14- bis 49-Jährige | Quelle                    |
| Folge                     | mit Werbung               | ohne Werbung              | Erstausstrahlung (2021)   | Zuschauerzahl ab 3 Jahren | Marktanteil ab 3 Jahren   | Zuschauerzahl 14- bis 49-Jährige | Marktanteil 14- bis 49-Jährige | Quelle                    |
| ------------------------- | ------------------------- | ------------------------- | ------------------------- | ------------------------- | ------------------------- | -------------------------------- | ------------------------------ | ------------------------- |
| 1                         | –                         | 87 Min.                   | Fr, 15. Januar            | 4,18 Mio.                 | 15,8 %                    | 1,99 Mio.                        | 28,8 %                         | [ Quoten 1 ]              |
| 2                         | 105 Min.                  | 74 Min.                   | Sa, 16. Januar            | 3,57 Mio.                 | 14,5 %                    | 1,64 Mio.                        | 22,0 %                         | [ Quoten 2 ] [ Quoten 3 ] |
| 3                         | –                         | 88 Min.                   | So, 17. Januar            | 2,40 Mio.                 | 11,8 %                    | 1,03 Mio.                        | 17,2 %                         | [ Quoten 4 ]              |
| 4                         | 110 Min.                  | 84 Min.                   | Mo, 18. Januar            | 2,22 Mio.                 | 13,4 %                    | 0,94 Mio.                        | 20,1 %                         | [ Quoten 5 ]              |
| 5                         | 115 Min.                  | 90 Min.                   | Di, 19. Januar            | 2,22 Mio.                 | 11,7 %                    | 0,90 Mio.                        | 16,7 %                         | [ Quoten 6 ]              |
| 6                         | 65 Min.                   | 48 Min.                   | Mi, 20. Januar            | 2,36 Mio.                 | 11,0 %                    | 1,04 Mio.                        | 17,3 %                         | [ Quoten 7 ]              |
| 7                         | 113 Min.                  | 87 Min.                   | Do, 21. Januar            | 2,00 Mio.                 | 10,6 %                    | 1,00 Mio.                        | 19,2 %                         | [ Quoten 8 ]              |
| 8                         | 109 Min.                  | 85 Min.                   | Fr, 22. Januar            | 2,40 Mio.                 | 10,6 %                    | 1,11 Mio.                        | 16,8 %                         | [ Quoten 9 ]              |
| 9                         | 114 Min.                  | 93 Min.                   | Sa, 23. Januar            | 2,62 Mio.                 | 10,5 %                    | 1,19 Mio.                        | 17,3 %                         | [ Quoten 10 ]             |
| 10                        | 113 Min.                  | 91 Min.                   | So, 24. Januar            | 2,16 Mio.                 | 11,0 %                    | 0,92 Mio.                        | 15,7 %                         | [ Quoten 11 ]             |
| 11                        | 115 Min.                  | 92 Min.                   | Mo, 25. Januar            | 2,05 Mio.                 | 11,1 %                    | 0,92 Mio.                        | 18,4 %                         | [ Quoten 12 ]             |
| 12                        | 67 Min.                   | 50 Min.                   | Di, 26. Januar            | 2,25 Mio.                 | 10,8 %                    | 0,93 Mio.                        | 16,2 %                         | [ Quoten 13 ]             |
| 13                        | 67 Min.                   | 52 Min.                   | Mi, 27. Januar            | 2,37 Mio.                 | 11,6 %                    | 1,11 Mio.                        | 20,6 %                         | [ Quoten 14 ]             |
| 14                        | 68 Min.                   | 51 Min.                   | Do, 28. Januar            | 2,14 Mio.                 | 9,8 %                     | 0,98 Mio.                        | 16,7 %                         | [ Quoten 15 ]             |
| 15                        | 83 Min.                   | 69 Min.                   | Fr, 29. Januar            | 2,16 Mio.                 | 10,6 %                    | 0,98 Mio.                        | 16,4 %                         | [ Quoten 16 ]             |

Anmerkungen:
1. ↑  Fettgeschrieben: Höchster (schwarz) und niedrigster (rot) Wert in dieser Kategorie

## Trivia
- Der garantierte Einzug ins nächste Camp wurde in der Sendung als goldenes Ticket bezeichnet, welches als übergroße Bordkarte im Studio ausgestellt war. Laut ihr erhält der Gewinner Sitz 5A in der „VIP-Klasse“ auf dem Flug ATL2022 der Gesellschaft AirTL. Dieser geht im Januar 2022  um 22:15 Uhr von Gate D26 in Köln (CGN) nach Murwillumbah (MWL). Der IATA-Code MWL steht jedoch für den Landeplatz in Mineral Wells in den USA, während der dem Dschungelcamp nächstgelegene Flughafen jener in Gold Coast (OOL) ist.
- Die vier Gruppen wurden unterschiedlich eingekleidet: Die erste erhielt grüne, die zweite türkisfarbene, die dritte gelbe, die vierte schwarz-blaue Shirts und Jacken zu jeweils roten Hosen. In der Finalphase behielt jeder Teilnehmer sein Gruppenoutfit. In den Staffeln des Dschungelcamps sind rote Hosen, dunkelblaue Shirts und sandfarbene Jacken die Regel, mit Ausnahmen 2012, 2014 und 2015 (olivfarbene Shirts) und 2016 (anfängliche Campaufteilung mit unterschiedlichem Outfit der zweiten Gruppe).
- Filip Pavlović ging vor der Zweitplatzierten Djamila Rowe als Sieger der Show hervor und nahm daraufhin 2022 an der 15. Staffel teil, die er ebenso gewann. Djamila Rowe nahm ein Jahr später als Ersatz eines anderen Kandidaten an der 16. Staffel teil. Auch sie gewann schließlich die Staffel.

### Quoten
1. ↑  Laura Friedrich: Ersatz-«Dschungelshow» mit Reichweitensieg in der Zielgruppe. In: quotenmeter.de. 16. Januar 2021, abgerufen am 16. Januar 2021.
2. ↑  Uwe Mantel: "Dschungelshow" trotz Verlusten stark, "DSDS" gewinnt dazu. In: DWDL.de. 17. Januar 2021, abgerufen am 17. Januar 2021.
3. ↑  Felix Maier: Nach DSDS kehrt auch der Dschungel zu RTL zurück. In: quotenmeter.de. 17. Januar 2021, abgerufen am 17. Januar 2021.
4. ↑  Laura Friedrich: Abwärtstrend bei «Die große Dschungelshow» noch nicht gestoppt. In: quotenmeter.de. 18. Januar 2021, abgerufen am 18. Januar 2021.
5. ↑  Veit-Luca Roth: «Die große Dschungelshow» stabilisiert sich in der Zielgruppe. In: quotenmeter.de. 19. Januar 2021, abgerufen am 19. Januar 2021.
6. ↑  Fabian Riedner: «Dschungelshow»: Hürth verliert in der Zielgruppe weiter Zuschauer. In: quotenmeter.de. 20. Januar 2021, abgerufen am 20. Januar 2021.
7. ↑  Laura Friedrich: Elfte «Bachelor»-Staffel startet so schwach wie noch nie. In: quotenmeter.de. 21. Januar 2021, abgerufen am 21. Januar 2021.
8. ↑  Fabian Riedner: «Die große Dschungelshow» lässt (etwas) aufatmen. In: quotenmeter.de. 22. Januar 2021, abgerufen am 22. Januar 2021.
9. ↑  Laura Friedrich: Ein weiteres Zockerspecial bei «Wer wird Millionär?» verliert an Zuschauern. In: quotenmeter.de. 23. Januar 2021, abgerufen am 23. Januar 2021.
10. ↑  Felix Maier: Und täglich ruft der Dschungel. In: quotenmeter.de. 24. Januar 2021, abgerufen am 24. Januar 2021.
11. ↑  Laura Friedrich: «Central Intelligence» lässt «Der Marsianer» und «Unbreakable» hinter sich zurück. In: quotenmeter.de. 25. Januar 2021, abgerufen am 25. Januar 2021.
12. ↑  Veit-Luca Roth: Trotz schwachem «Undercover Boss» – «Dschungelshow» erholt sich in der Zielgruppe. In: quotenmeter.de. 26. Januar 2021, abgerufen am 26. Januar 2021.
13. ↑  Uwe Mantel: "Täglich frisch geröstet" – Dschungelshow verhilft Knossi zu gutem RTL-Einstand. In: DWDL.de. 27. Januar 2021, abgerufen am 27. Januar 2021.
14. ↑  Felix Maier: «Der Bachelor»: Niko sammelt konstant Quoten-Erfolge. In: quotenmeter.de. 28. Januar 2021, abgerufen am 28. Januar 2021.
15. ↑  Fabian Riedner: «Dschungelshow» läuft weiterhin gut. In: quotenmeter.de. 29. Januar 2021, abgerufen am 29. Januar 2021.
16. ↑  Laura Friedrich: «Zeugnis für Deutschland»: RTL-Show glänzt in der Zielgruppe nicht. In: quotenmeter.de. 30. Januar 2021, abgerufen am 30. Januar 2021.